# Nhôm carbonat
Nhôm cacbonat (Al2(CO3)3), là một cacbonat của nhôm. Nó không phải là chất thường gặp; một số nói rằng nó là cacbonat đơn giản của nhôm, muối gali và inđi không được biết đến. Nhôm cacbonat kiềm tồn tại dưới dạng khoáng chất dawsonit.

## Điều chế
Không có bằng chứng cho thấy nhôm cacbonat được hình thành trong phản ứng phân hủy kép; dung dịch cacbonat tan trong kiềm thu để kết tủa nhôm hydroxide và tạo ra CO2. Phản ứng của nhôm sunfat và natri bicacbonat tạo thành carbon dioxide và nhôm hydroxide ổn định kèm sự hình thành bọt. Phản ứng này là cơ sở của một bình chữa cháy ban đầu được phát minh bởi Aleksandr Loran năm 1904.

## Ứng dụng
Nhôm cacbonat, cùng với nhôm hydroxide và nhôm oxit, là một loại thuốc gắn phosphat đôi khi được cho chó và mèo gắn kết phosphat trong ruột và ngăn sự hấp thu phosphat trong khẩu phần cũng như làm giảm sự hấp thu phosphat thải ra từ tuyến tụy. Nó hiếm khi được sử dụng ở người vì nó có thể có độc tính, nhưng mèo và chó dường như không có phản ứng với sự có mặt của nó.